# 大宮伊治
大宮 伊治（おおみや これはる、明応5年〈1496年〉 - 天文20年8月28日〈1551年9月28日〉）は、戦国時代の官人。左大史・大宮時元の子。大宮官務家最後の当主。

## 経歴
明応9年（1500年）従五位下に叙爵し、のち定泰から伊治に改名する。
永正9年（1512年）従五位上、永正13年（1516年）正五位下に昇叙される。永正17年（1520年）に父の大宮時元が没する。室町時代後期の大宮長興・時元親子と壬生晨照・晴富親子の時代以来、官務（左大史上首）と小槻氏氏長者の地位を巡る大宮家と壬生家は朝廷や室町幕府を巻き込んで激しく対立を続けてきたが、明応2年（1493年）以来27年にわたって官務の地位を占めていた時元の急死は、小槻氏宗家の地位を争う両官務家間の対立を深めた。
時元の死の4日後に壬生于恒が官務に任ぜられると、伊治は父の時元の時代より庇護を受けていた朝廷の信任が厚い管領・細川高国に朝廷への口利きを依頼した。さらに大永元年（1521年）に足利義晴の将軍宣下が決まったことで、儀式にどちらが関わるかとの問題が絡んで対立は深刻化した。そして、その対立は将軍宣下当日に後柏原天皇から于恒の官務留任を望む女房奉書が于恒に下されたことで、伊治の敗北に終わる。伊治は大永2年（1522年）に算博士に転じた。
大永6年（1526年）に後柏原天皇が崩御すると、4月に新しく即位した後奈良天皇に伊治は働きかけ、同年7月に官務に任じられた。当然于恒は強く反発、更に大永7年（1527年）2月に大宮家に近かった細川高国が桂川原の戦いで敗れて近江国坂本へ逃れ京都での庇護者を失うと、壬生家の巻き返しが始まる。仲裁に入った三条西実隆は清原宣賢らとともに大宮・壬生両家の和解案を作成。官務を3年間の任期として3年目の2月に交替を行うこと（ただし、片方の当主が20歳未満の場合はこの限りではない）、官務の職とともに小槻氏の氏長者の地位と渡領の権利を移動することなどを柱とした和解案に合意、和解案の正本のうち1通は天皇の元に届けられて了承を得た。この和解で祖父の大宮長興以来別相伝の地と主張してきた官務渡領である法光寺領苗鹿庄の田地を売却できなくなり、伊治は経済的に困窮するようになる。その中でも、伊治は物書会や蹴鞠などの多様な寄合に頻繁に参加していた。また、伊治は寄合への参加を通じた公家衆との交流のほか、近隣の武家・山伏・商工業者といった様々な階層の人々とも付き合い、これら町衆との連帯感を共有しながら暮らしていたと想定される。
先の両家の和解内容を受けて、享禄元年（1528年）伊治は壬生于恒に官務を譲る。だが、実際には大宮・壬生両家とも、経済的な困窮から地方に下るなどして官務の職務を遂行できず、相手方に官務職が移る事態が頻発した。伊治も京都での定住生活が困難になり、大永6年（1526年）から享禄2年（1529年）にかけて越前の朝倉孝景を頼り、天文元年（1531年）2月には美濃の土岐氏のもとへ下向する。
なお、この間の大永４年（1524年）と享禄2年（1529年）の二度にわたり、伊治は妻の実家清原家所蔵の写本をもとにした『御成敗式目』の版本（木版、冊子体）を刊行した。これは日本における仏典以外の国書・法律書出版の嚆矢とされるが、競合関係にあった壬生家に対抗するため大宮家の存在をアピールする目的があったとみられる（佐藤雄基『御成敗式目』）。享禄2年には和解案に定められた3年を待たず官務に復帰している。
天文元年（1531年）7月に周防国の守護大名・大内義隆のもとへ下向すると、以降天文2年（1532年）2月、天文14年（1542年）4月など、頻繁に周防国山口へ下向するようになる。しかし、伊治は京都と山口を行き来する中で官務を務め、天文7年（1538年）正四位上、天文13年（1544年）尾張権守に叙任されている。だが、壬生家（于恒・登辰）との争いや経済的困窮から苦境に陥ったために、伊治は天文15年（1546年）には官務在官中にもかかわらず、大内義隆を頼って周防に下向した。一方で、天文10年（1541年）の于恒没後に当主が決定できず、この年僧籍にあった壬生登辰を強引に還俗させて当主としていた壬生家も官務を出すことが出来ず、天文17年（1548年）に登辰が任ぜられるまで官務が事実上空席であった。
周防においては伊治は文書作成を含む有職故実の教授にあたり、天文15年（1546年）から天文17年（1548年）にかけて大内義隆が行った四書五経の輪読の際には、同行していた清原業賢とともに義隆の質問に答えている。また、伊治の娘・おさいが義隆の寵愛を受けて側室となり、大内氏の跡継ぎとなる義尊を儲けた。だが、天文21年（1551年）8月28日に主君・義隆に対して挙兵した陶隆房の軍に襲撃されて、湯田畷で兵士によって打ち殺された（大寧寺の変）。享年56。
長興の時代に宮廷文書を司るために収蔵しておくべき文書を失い、その後は保管する文庫も持たず、さらに京都に安住の地を保てなかった伊治の遠国での死によって、以後大宮家は官務の職務を遂行することが不可能となった。伊治が亡くなる直前の同年7月9日に、8歳になる息子・国雄が従五位下に叙せられている。国雄は父と運命を共にはしなかったものの、成人することなく没したらしく、その後の記録が残されていない。更にその後も、大宮家の家督を継がせる猶子・惟右を迎え、永禄8年（1565年）従五位下に叙爵されるが、これも消息不明となっている。
このため、元亀3年（1572年）12月9日に正親町天皇は壬生家の当主朝芳（于恒の子で登辰の弟）に対して大宮家継承を命じる女房奉書を下した。ここに大宮官務家は絶家し、以後壬生家が明治維新まで官務を世襲することとなった。

## 人物
著作に、宣旨作成の下知の請文と太政官符の案分を書き連ねた『伊治記』『伊治宿禰等符案』がある。

## 官歴
『歴名土代』による。
- 明応9年（1500年） 12月29日：従五位下
- 時期不詳：定泰から伊治に改名
- 永正9年（1512年） 12月13日：従五位上
- 永正13年（1516年） 2月9日：正五位下
- 永正18年（1521年） 3月28日：左大史。4月2日：正五位上
- 大永2年（1522年） 日付不詳：算博士
- 大永6年（1526年） 正月25日：従四位下。7月8日：官務[15]
- 享禄3年（1530年） 7月17日：従四位上
- 天文3年（1534年） 5月22日：正四位下
- 天文7年（1538年） 正月5日：正四位上
- 天文13年（1544年） 3月19日：尾張権守
- 天文20年（1551年） 8月28日：卒去

## 系譜
- 父：大宮時元
- 母：不詳
- 妻：清原宣賢の娘
- 生母不明の子女
  - 女子：おさい - 大内義隆継室
  - 男子：大宮国雄
- 猶子
  - 男子：大宮惟右